# Родинське
Ро́динське — місто Покровської міської громади Покровського району Донецької області, в Україні. До 2014 року населення міста перевищувало 10000 осіб. На середину 2024 року у місті налічувалося 1638 мешканців. Розташоване неподалік від залізничного вузла Покровськ та залізничної станції Родинська, яка з 2009 року здійснює лише вантажні операції. На 29 липня 2025 року у місті не залишилось мешканців у звʼязку з бойовими діями. Місто знищується. 

## Географія
З північної та західної сторін до території міста примикають землі Добропільського району, зі східної — землі Новоекономічної селищної ради, з південної — Рівненської сільської ради Покровського району. Біля міста проходить автомобільна дорога Т 0515 та залізниця, станція Родинська.

## Історія
Засноване в 1950 році у зв'язку з будівництвом вугільних шахт. Місто також будували шахтобудівники, — вони ж і поставили на території сучасного міста свої намети. Це було перше житло в майбутньому місті. У 2000 році мешканці відзначили 50-річчя рідного міста.
Походження назви міста Родинське таке. В 20-х роках території вугільного родовища на північ від Каракубової балки (північна частина сучасного міста Мирноград) називалися Родинською ділянкою, яка дала свою назву майбутньому місту. Назва ділянки, в свою чергу, походять від російської назви хутора на північний захід від сучасного Мирнограда — Родіна (тобто, Батьківщина). Запаси вугілля тут були попередньо розвідані ще на початку ХХ століття.
Старі назви сучасного міста Родинське — селище шахти «Родинська» № 2, а ще раніше — об'єднане селище шахт «Родинська» № 2, «Краснолиманська» і «Запорізька». Площа об'єднаного шахтного селища, згідно з економічно-територіальною довідкою за 1951 рік, становила 260 га, населення — 2025 чол. Загальний селищний житлофонд тоді становив 6298 кв. м. Було розпочато будівництво 30 індивідуальних будинків з терміном здачі в 1954 році. У селищі працювали: 2 будуправління тресту «Красноармійськшахтобуд», школа на 280 учнів, школа робітничої молоді, їдальня на 100 місць, 2 магазини, перукарня, шахтний медпункт. На III квартал 1954 року було заплановано відкриття медамбулаторії, дитсадка на 100 місць. За рахунок шахти «Родинська» № 2 планувалося відкрити дитячі ясла на 68 місць, клуб на 330 місць, лазню. За рахунок шахти «Краснолиманська» — іще одні дитячі ясла, також на 68 місць, хлібопекарню з продуктивністю 10 т/добу.
Розвідувальні роботи під закладання шахти «Родинська» № 2 почалися в 1947 році, а в 1949 році приступили безпосередньо до її будівництва. На початку 50-х років шахти міста продовжували будуватися: пуск в експлуатацію шахти «Родинська» № 2 з проектною потужністю 1000 т/добу планувався в 1954 році; «Краснолиманська» — з проектною потужністю 4000 т/добу — в 1957 році (в реальності, була відкрита в 1958 році); «Запорізька» — з проектною потужністю 1000 т/добу — в 1956 році. У 1960 році в дію вступила центральна збагачувальна фабрика «Краснолиманська». Зараз шахта «Родинська» (колишня «Родинська» № 2) і «Вугільна компанія» Краснолиманська «(включає в себе шахту-гігант і збагачувальну фабрику) — містоутворюючі підприємства Родинського. Зараз ДП „Вугільна компанія“ Краснолиманська», передані для розробки перспективні площі вугільного родовища на ділянці «Гапєєвска».
З 1962 року Родинське — місто районного підпорядкування. Тут вже діяли 11 бібліотек, 2 з яких — технічні. Відкрилися: Будинок культури, Палац піонерів і школярів, 3 школи, 7 дитсадків (нині працюють 4), музична школа, лікарняне містечко, пізніше — Будинок побуту і ресторан (згорів в середині 70-х років і не був відновлений).
З наближенням фронту і атаками російських військ, з вересня 2024 року відсутнє водопостачання і електроенергія, з січня 2025 року - газопостачання. Станом на лютий 2025 року у місті лишалося 1600 мешканців. У травні налічувалося 850 містян.

## Економіка
Народногосподарський профіль міста визначає вугледобувна промисловість, яка представлена шахтами:
- Державне підприємство "Вугільна компанія «Краснолиманська» (директор Волотковський Сергій Миколайович). Промисловий запас підприємства становить 234 млн 583 тис. т, вугілля марки «Ж».
- Шахта «Краснолиманська» розпочала свою роботу в 1958 році. Вже в 1959 році було досягнуто небувалих для Донецького краю темпів проходки. В 1967 році підприємство досягло всесвітнього рекорду — видано на гора 110 тисяч тонн вугілля за 31 робочий день.
- Вугільне підприємство «Родинське» в/о «Покровськвугілля» (директор Гнілов Іван Гаврилович).
- Шахта «Родинська» — підприємство високої культури та організації. Здана до експлуатації 25 грудня 1954 року.

## Населення

### Чисельність
| 1959     | 1970     | 1979     | 1989     | 2001     |
| -------- | -------- | -------- | -------- | -------- |
| 11 863   | ▲ 16 651 | ▼ 15 112 | ▲ 15 212 | ▼ 11 966 |
| 2003     | 2004     | 2005     | 2006     | 2007     |
| ▼ 11 795 | ▼ 11 651 | ▼ 11 498 | ▼ 11 350 | ▼ 11 267 |
| 2008     | 2009     | 2010     | 2011     | 2012     |
| ▼ 11 180 | ▼ 11 095 | ▼ 11 002 | ▼ 10 867 | ▼ 10 773 |
| 2013     | 2014     | 2015     | 2016     | 2017     |
| ▼ 10 698 | ▼ 10 641 | ▼ 10 512 | ▼ 10 369 | ▼ 10 342 |
| 2018     | 2019     | 2020     | 2021     | 2022     |
| ▼ 10 272 | ▼ 10 114 | ▼ 10 066 | ▼ 9 948  | ▼ 9 850  |

### Національний склад
Розподіл населення за національністю за даними перепису 2001 року:
| Національність  | Відсоток |
| --------------- | -------- |
| українці        | 69.34%   |
| росіяни         | 26.62%   |
| білоруси        | 1.40%    |
| вірмени         | 0.62%    |
| молдовани       | 0.38%    |
| татари          | 0.28%    |
| греки           | 0.20%    |
| азербайджанці   | 0.19%    |
| інші/не вказали | 0.97%    |

### Мова
Розподіл населення за рідною мовою за даними перепису 2001 року:
| Мова            | Кількість | Відсоток |
| --------------- | --------- | -------- |
| російська       | 9100      | 75.91%   |
| українська      | 2785      | 23.23%   |
| вірменська      | 40        | 0.33%    |
| білоруська      | 17        | 0.14%    |
| румунська       | 5         | 0.04%    |
| болгарська      | 2         | 0.02%    |
| польська        | 2         | 0.02%    |
| грецька         | 2         | 0.02%    |
| гагаузька       | 1         | 0.01%    |
| інші/не вказали | 34        | 0.28%    |
| Усього          | 11988     | 100%     |

За даними перепису 2001 року населення міста становило 11988 осіб, із них 23,23 % зазначили рідною мову українську, 75,91 % — російську, 0,33 % — вірменську, 0,14 % — білоруську, 0,04 % — румунську, 0,02 % — болгарську, німецьку, польську та грецьку, а також 0,01 % — гагаузьку мову.

## Житловий фонд
Житловий фонд за даними міського відділу статистики становить 250.0 тис. м² загальної площі. Багато — та малоетажний житловий фонд розташовано в південній частині міста, з якого 146 будинків Об'єднення співласників багатоквартирних будинків (ОСББ)  та 54 комунальних будинків яке обслуговує Приватне підприємство "Керуюча компанія "Стандарт", створене у кінці 2019 року. Північна частина міста забудована садибами. В цій частині міста основна проблема — підробітка шахти «Родинська».

## Транспорт
У західній частині міста проходить залізнична магістраль МПС «Покровськ-Дубове». Паралельно — автодорога територіального значення Т 0515 (Костянтинопіль—Олександрівка).

## Історичні фотографії

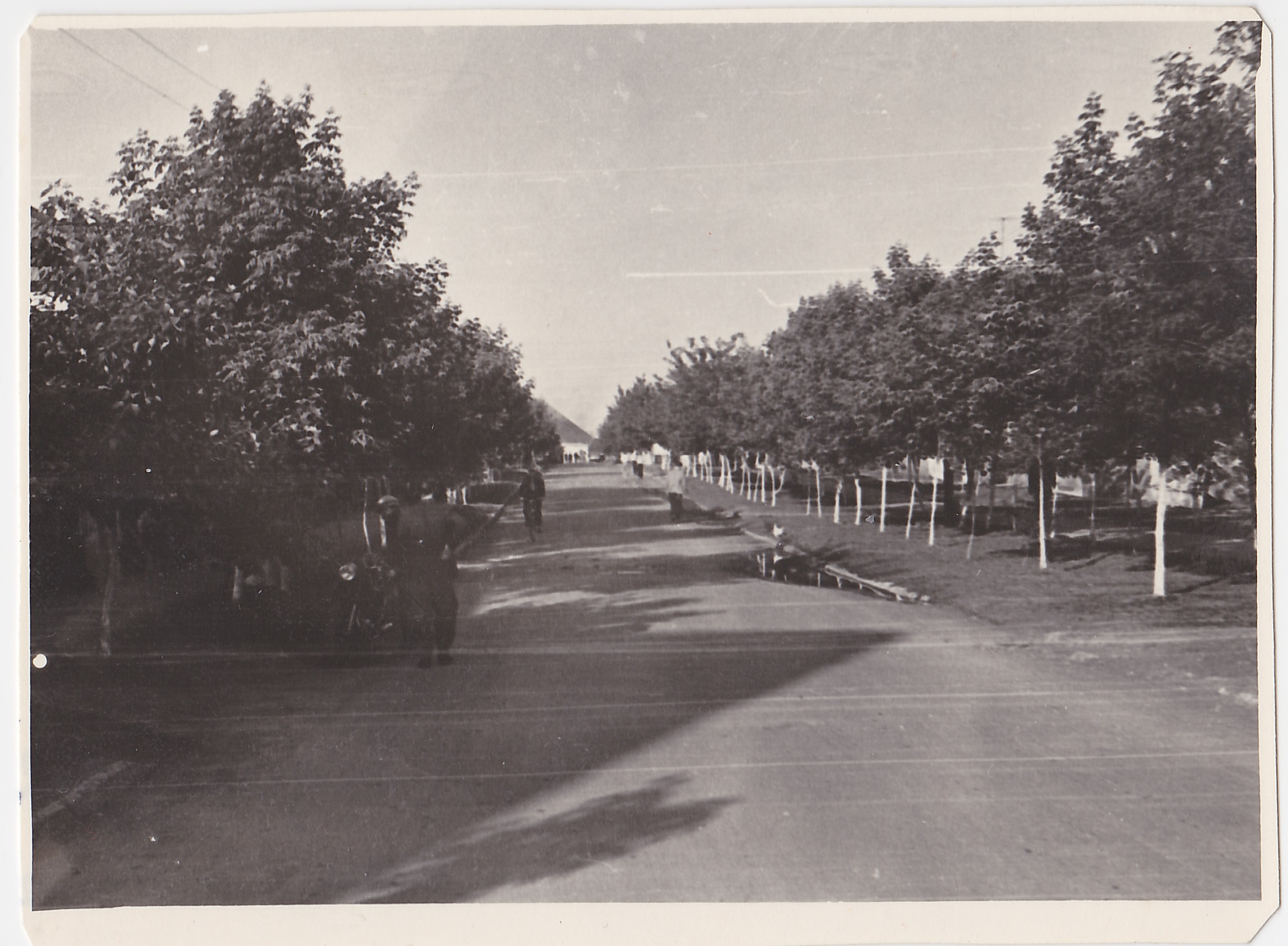
Родинське
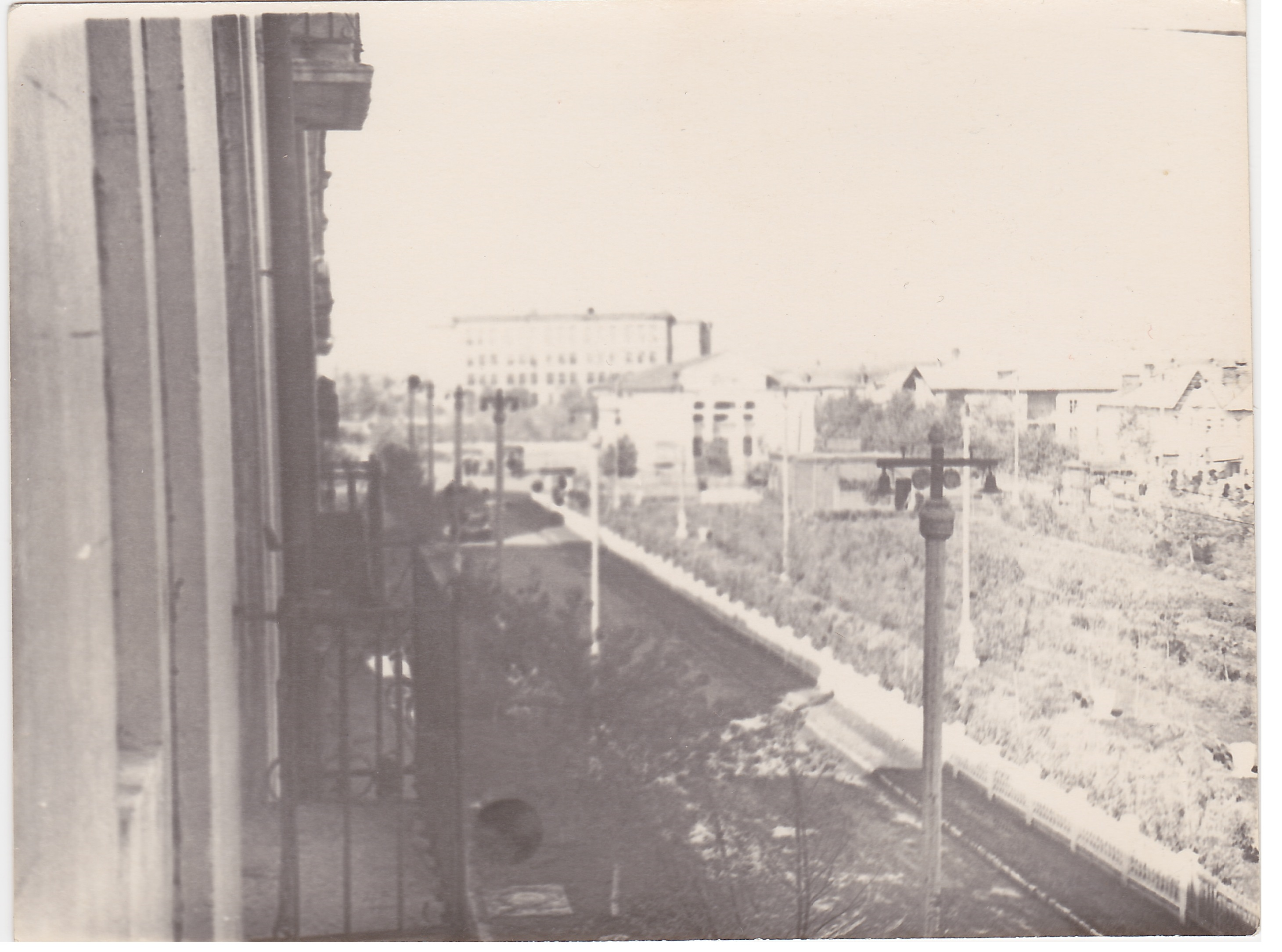
1
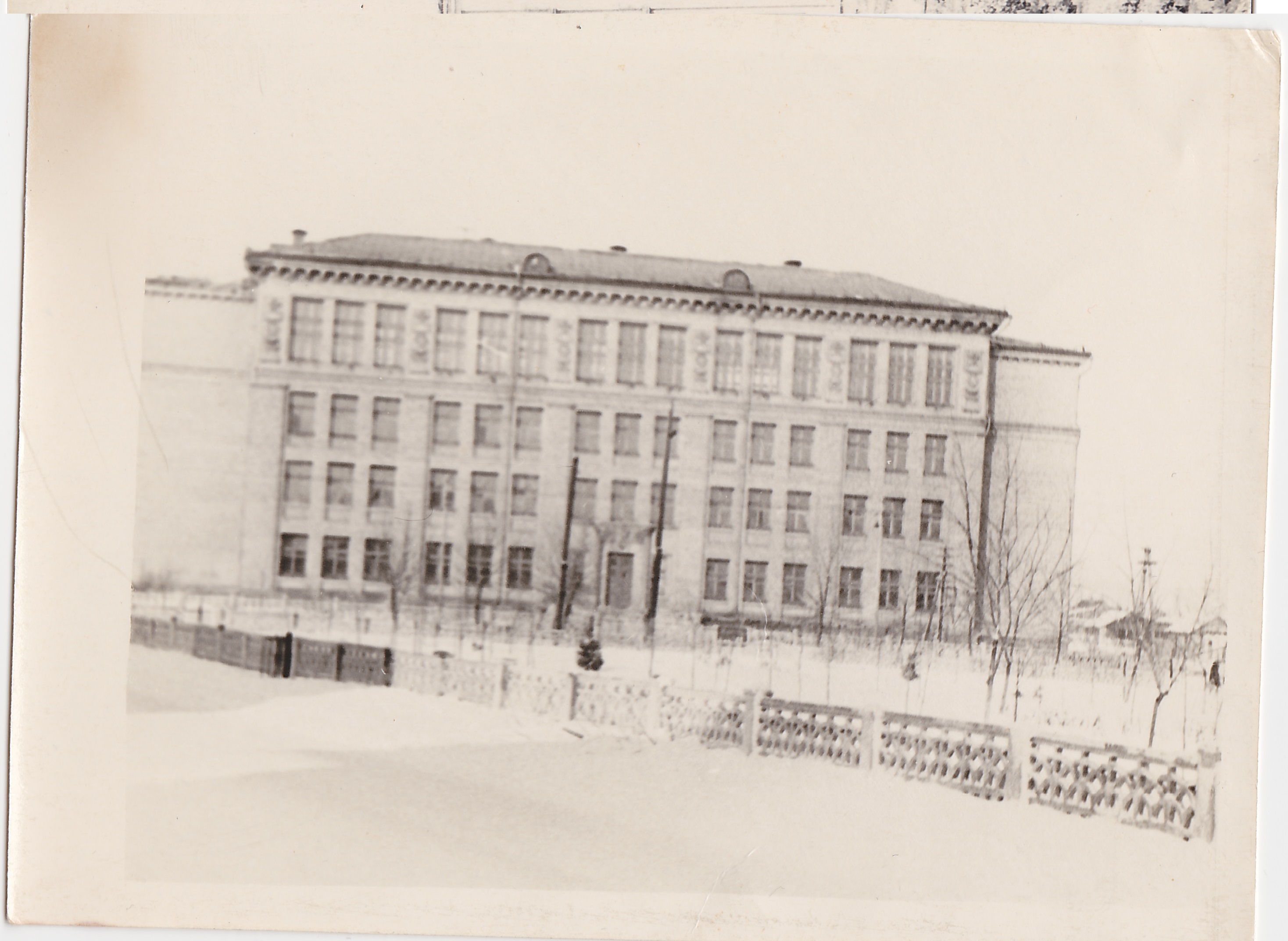
2
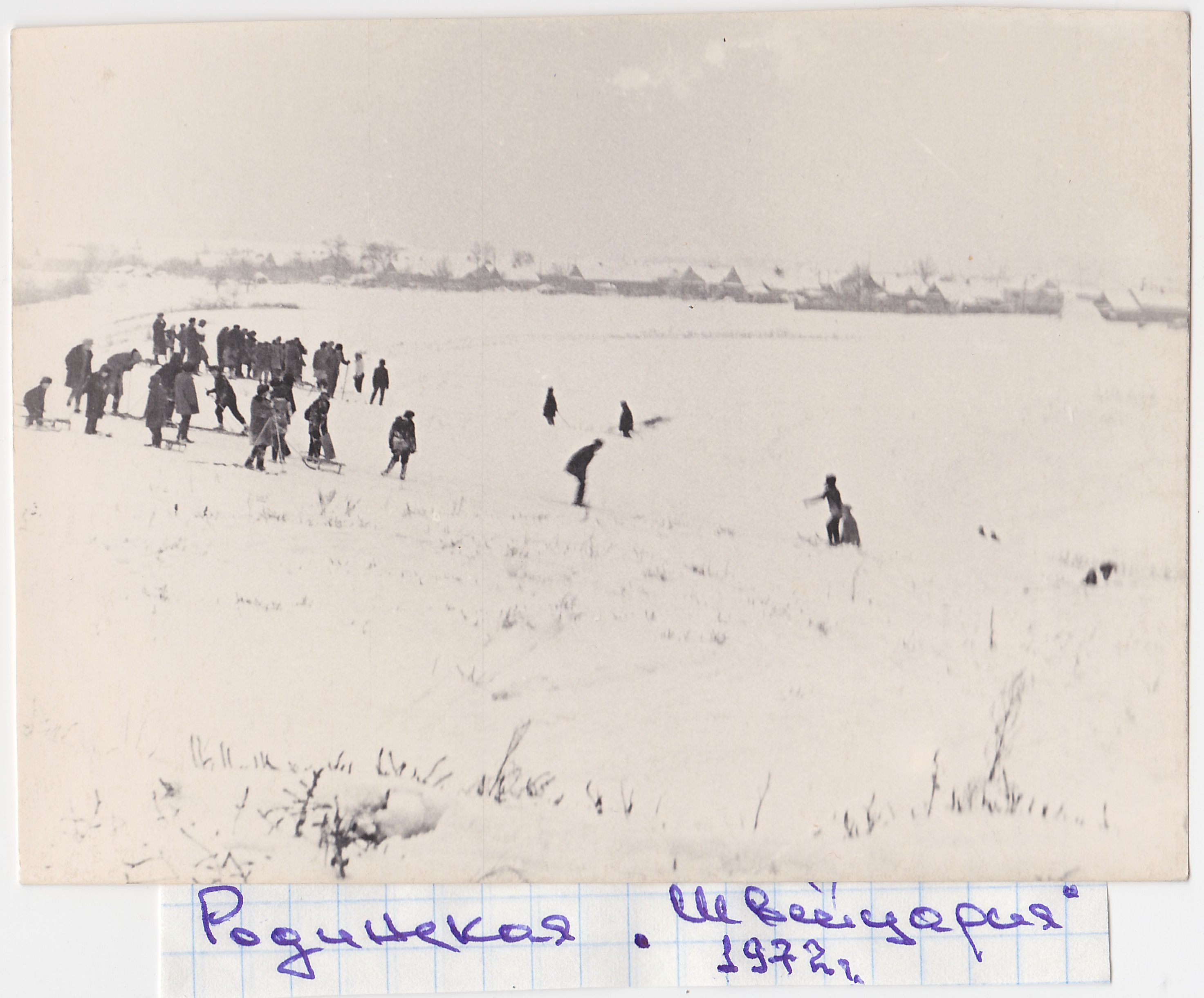
3
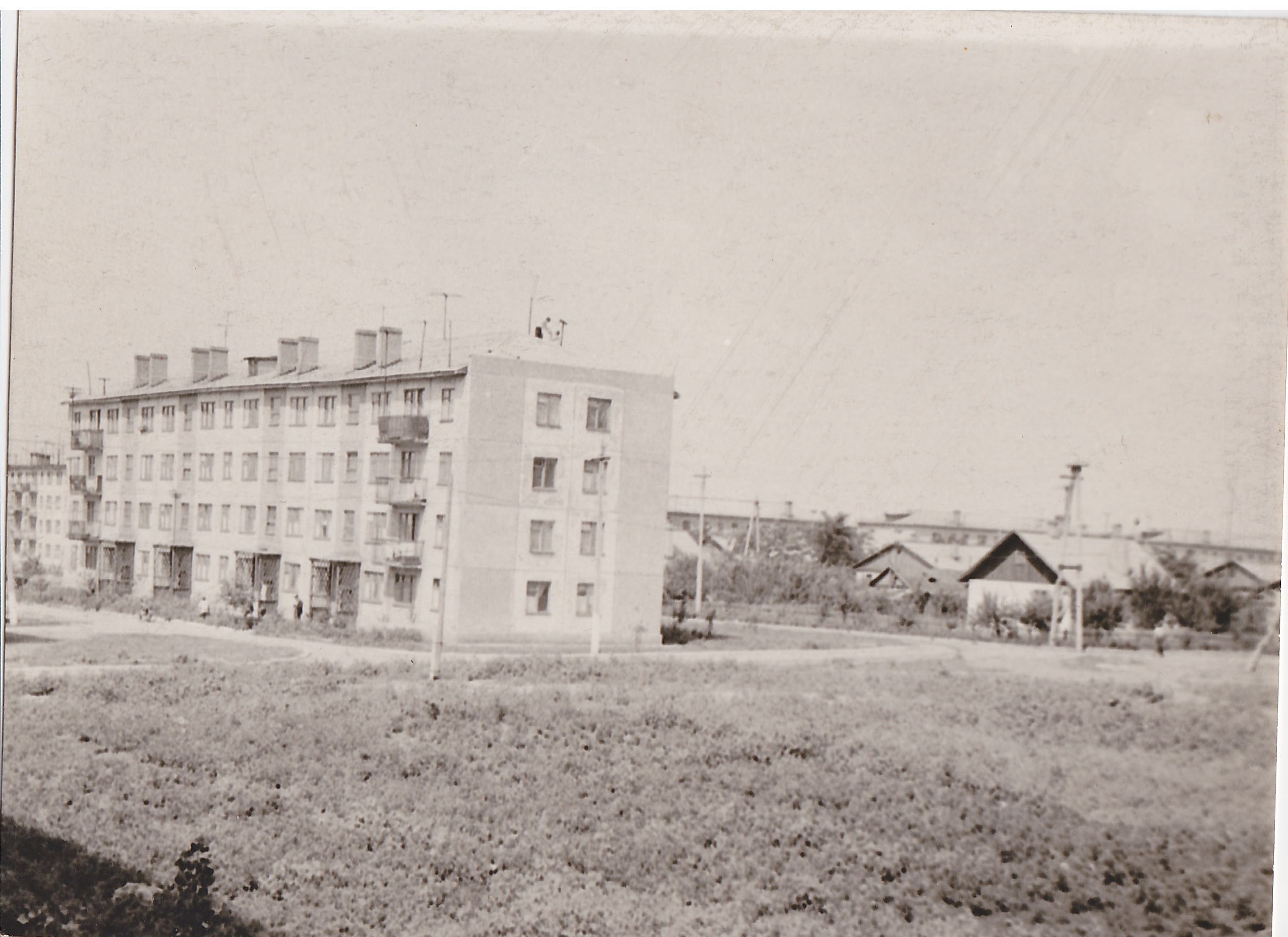
4
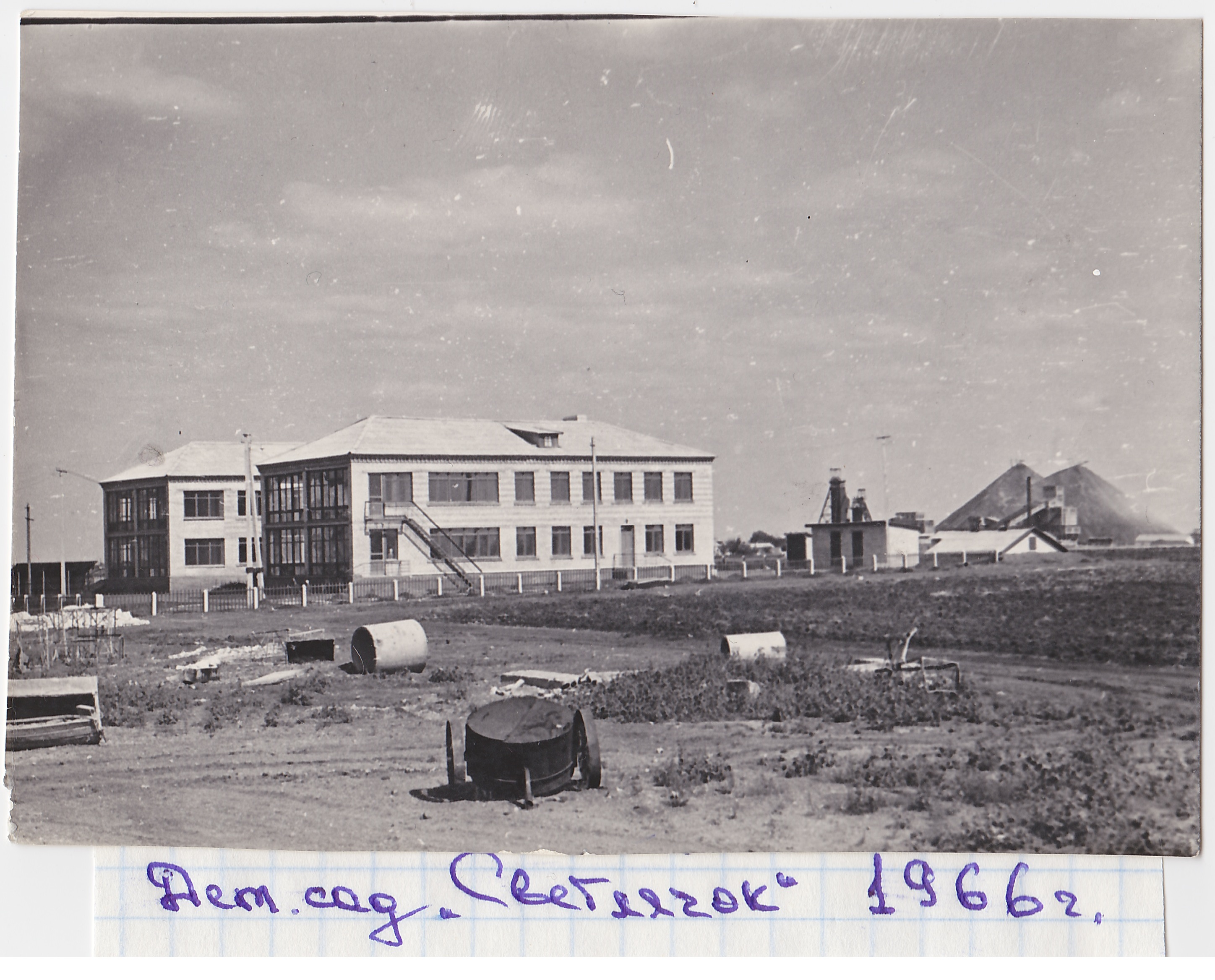
5
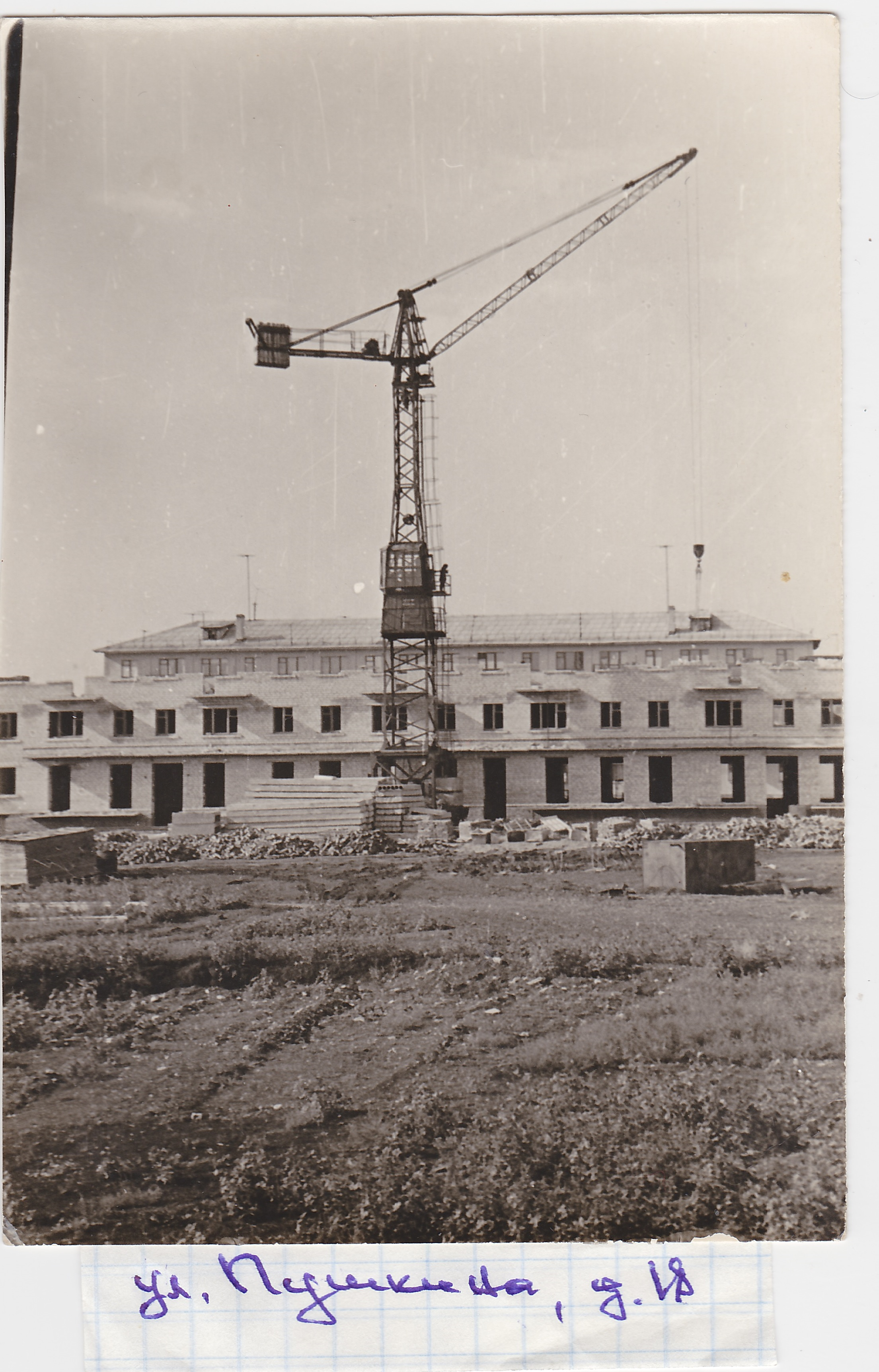
6
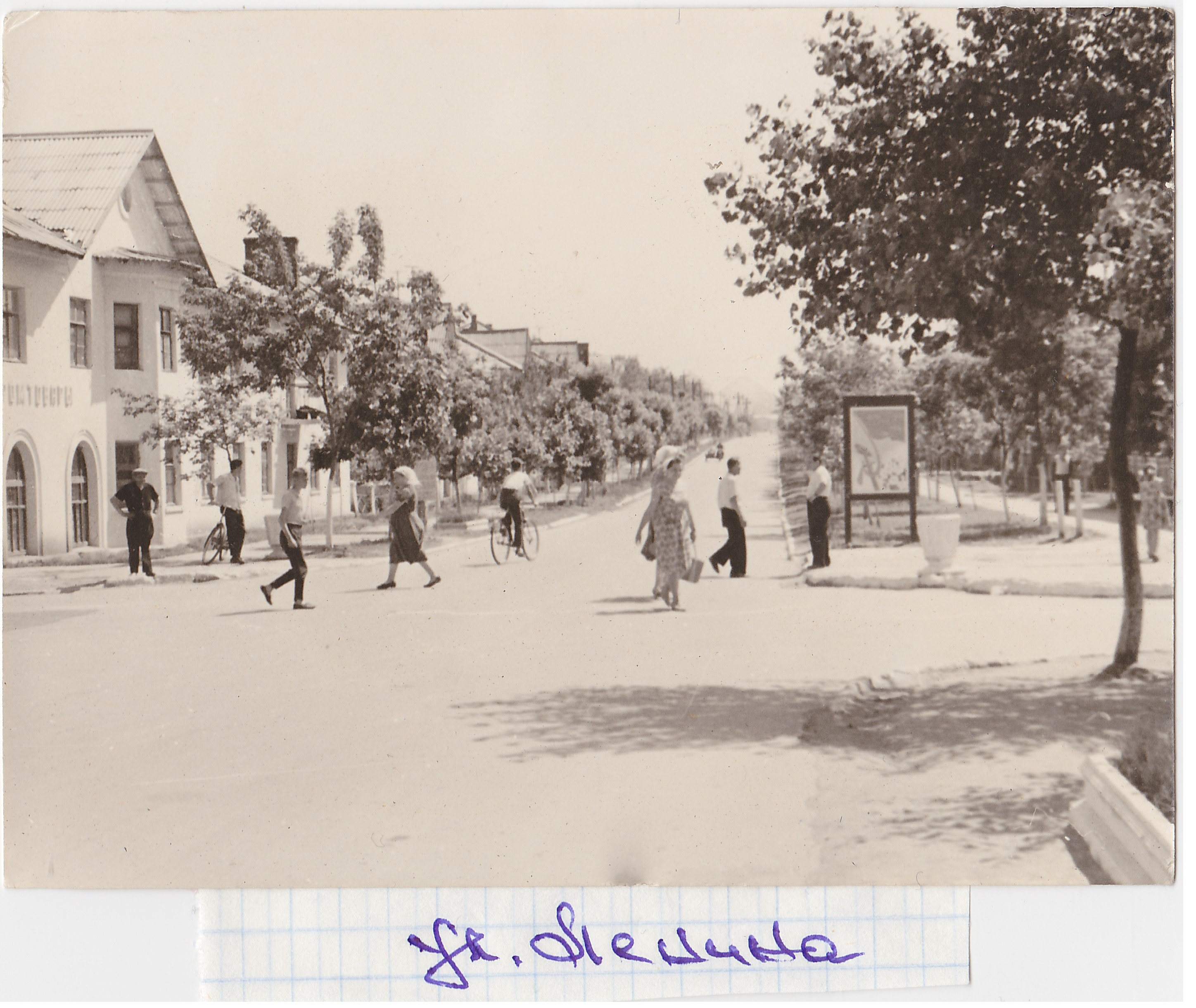
7
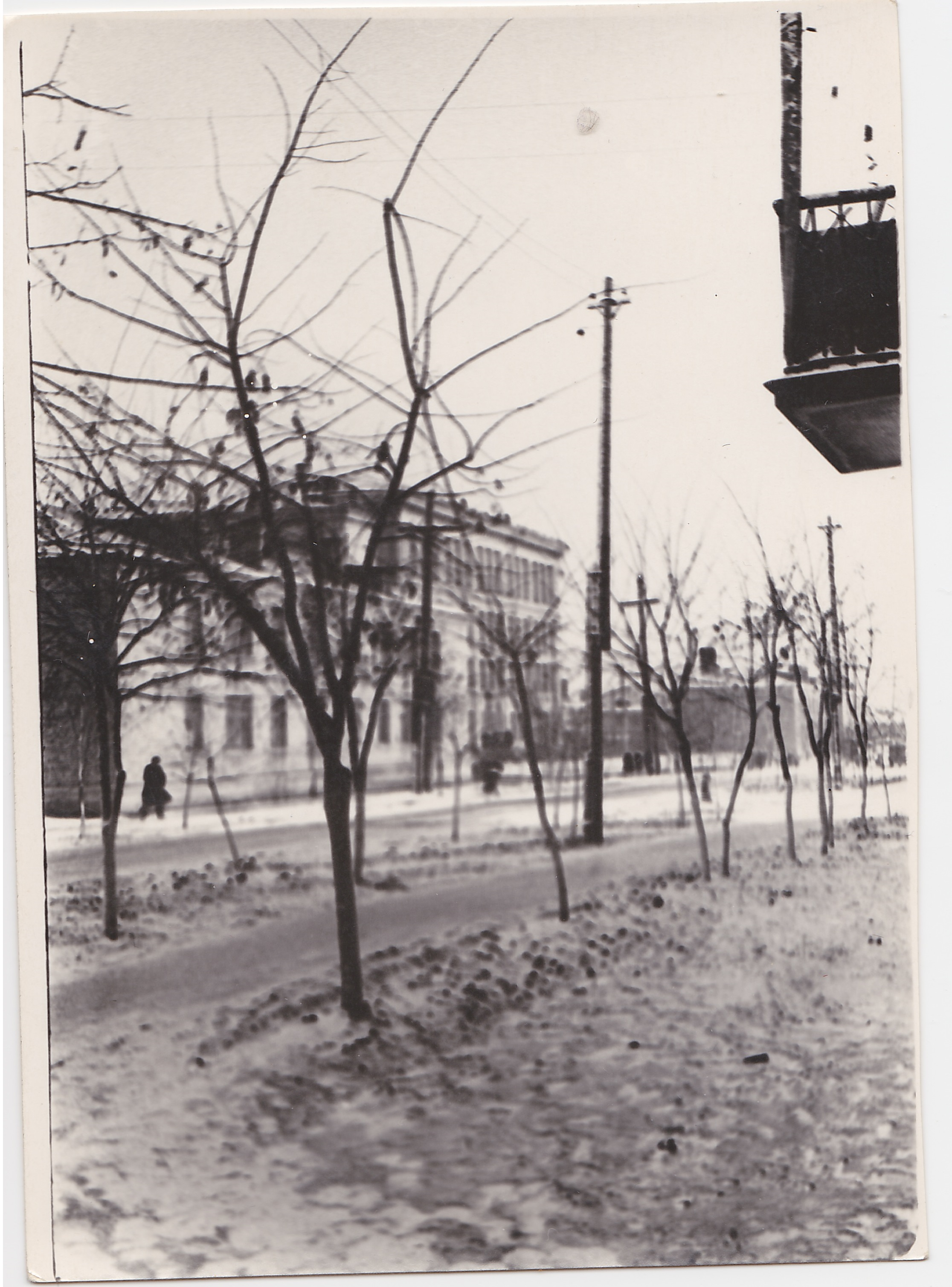
8
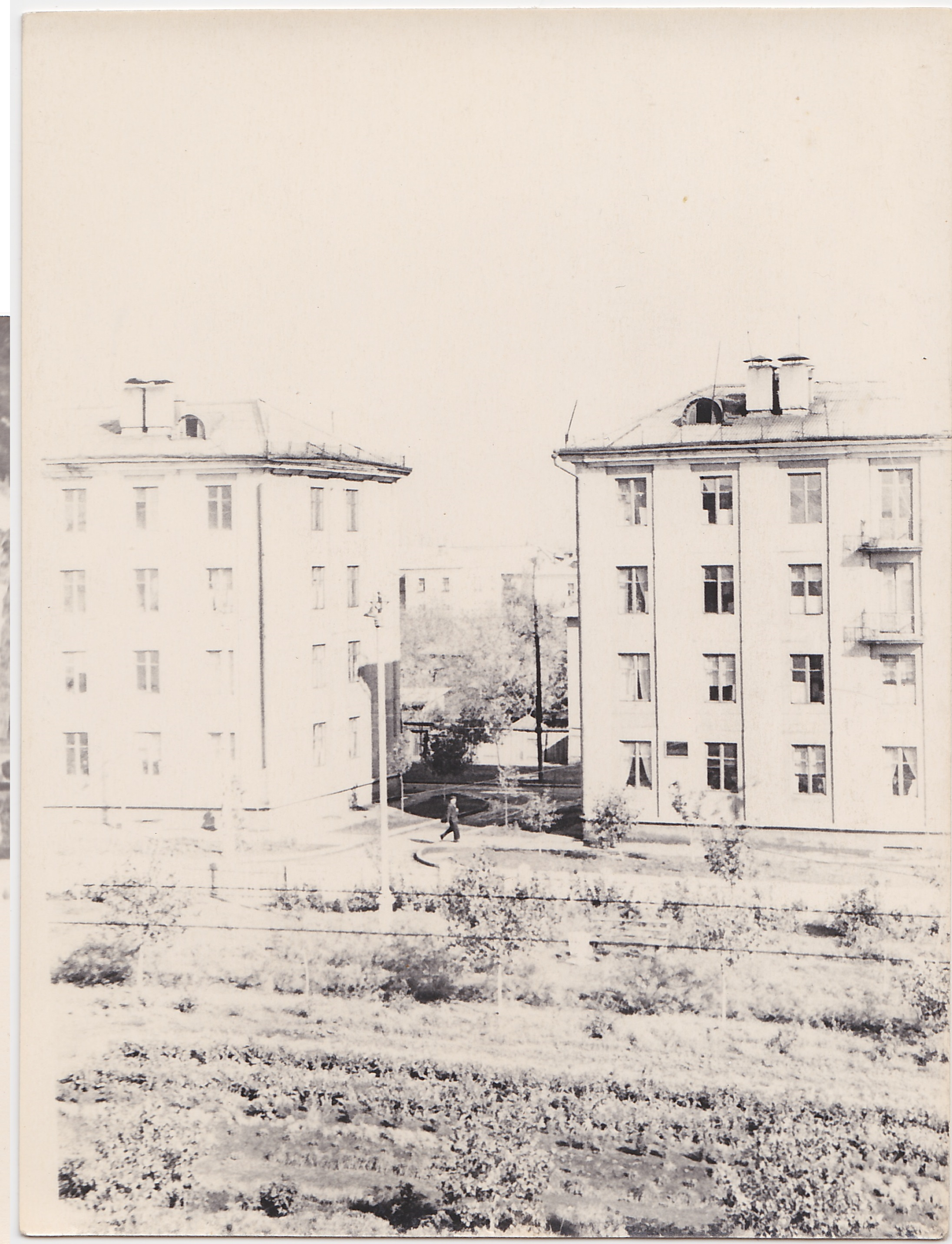
9
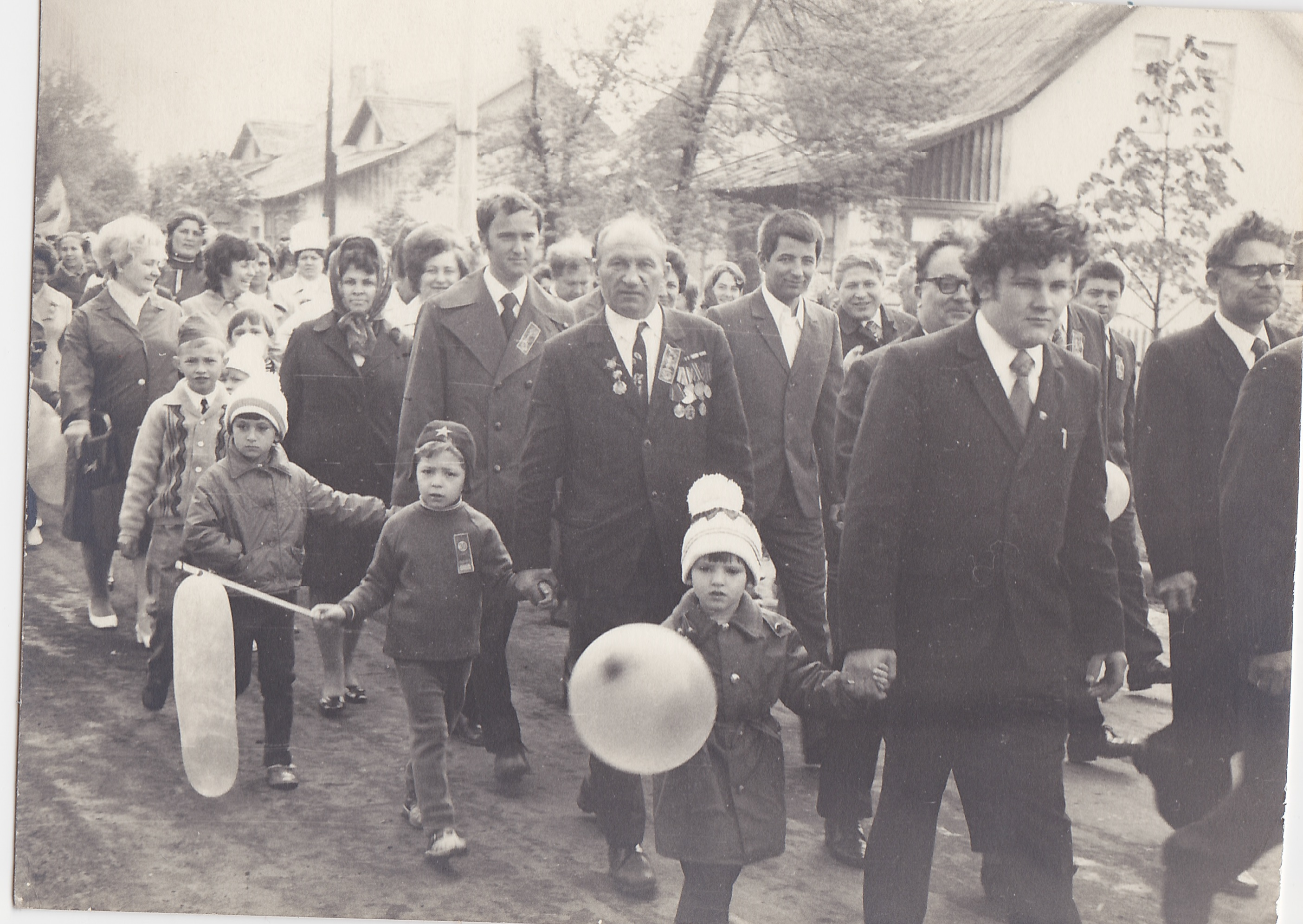
10
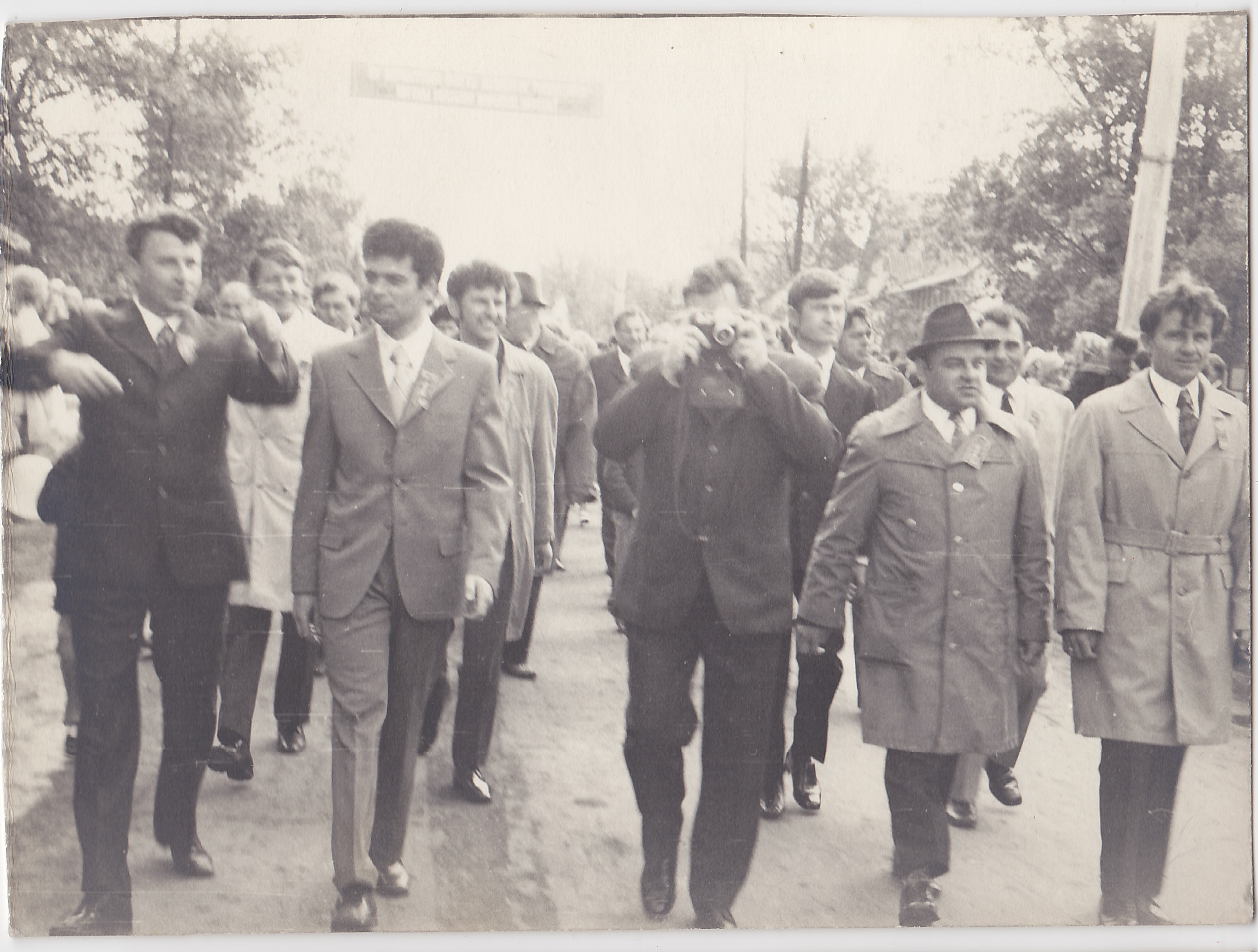
11
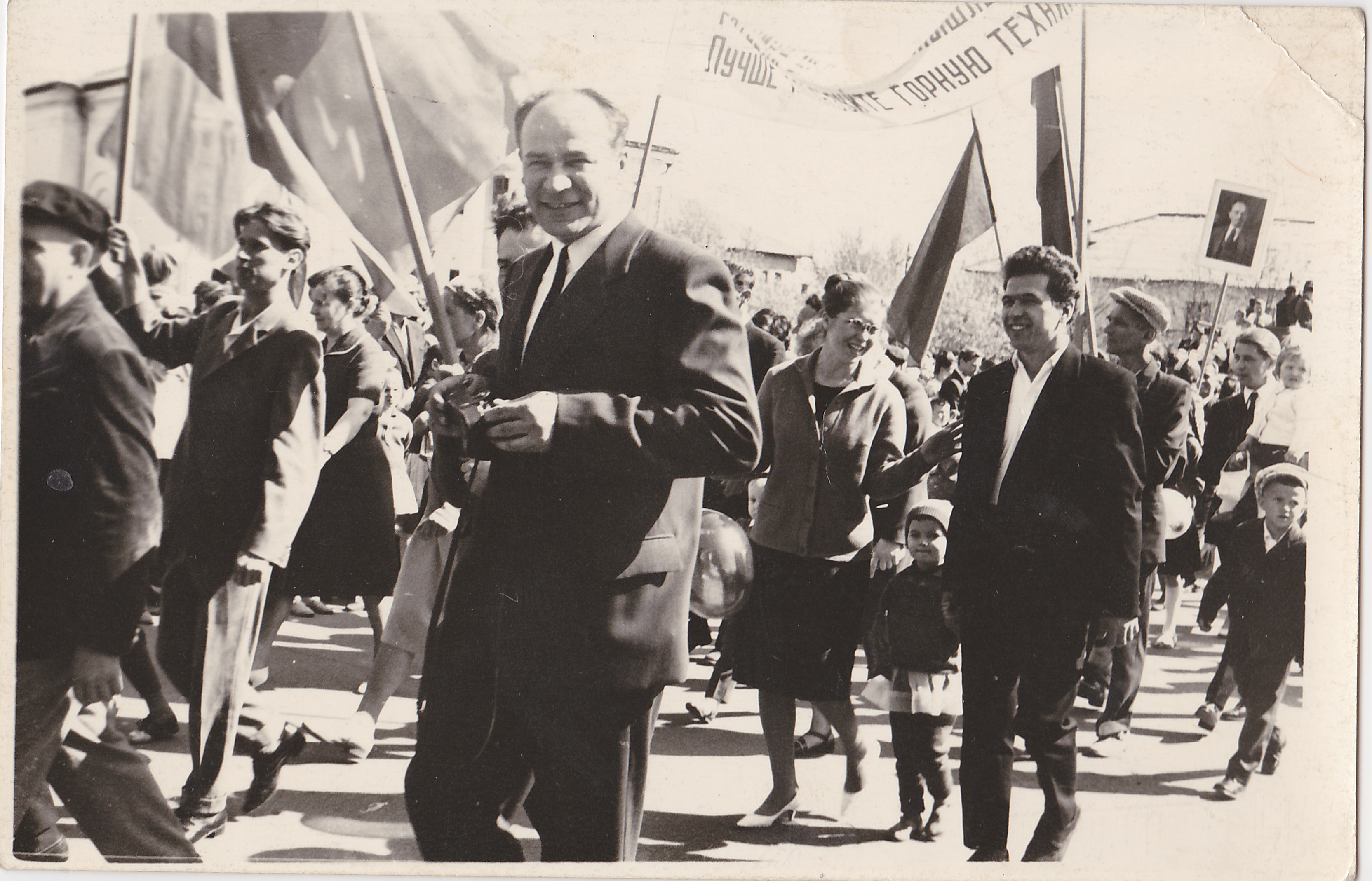
12
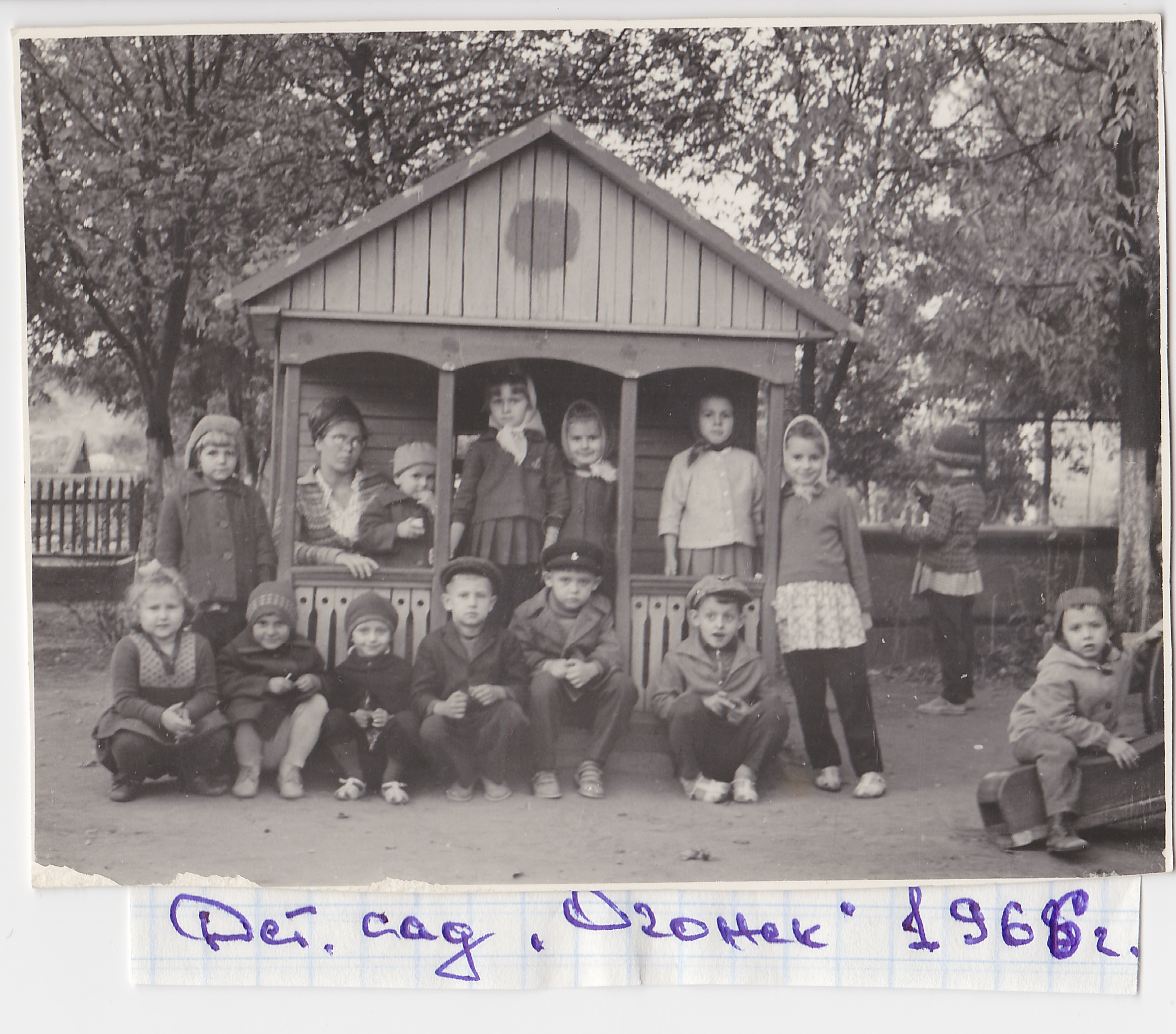
13
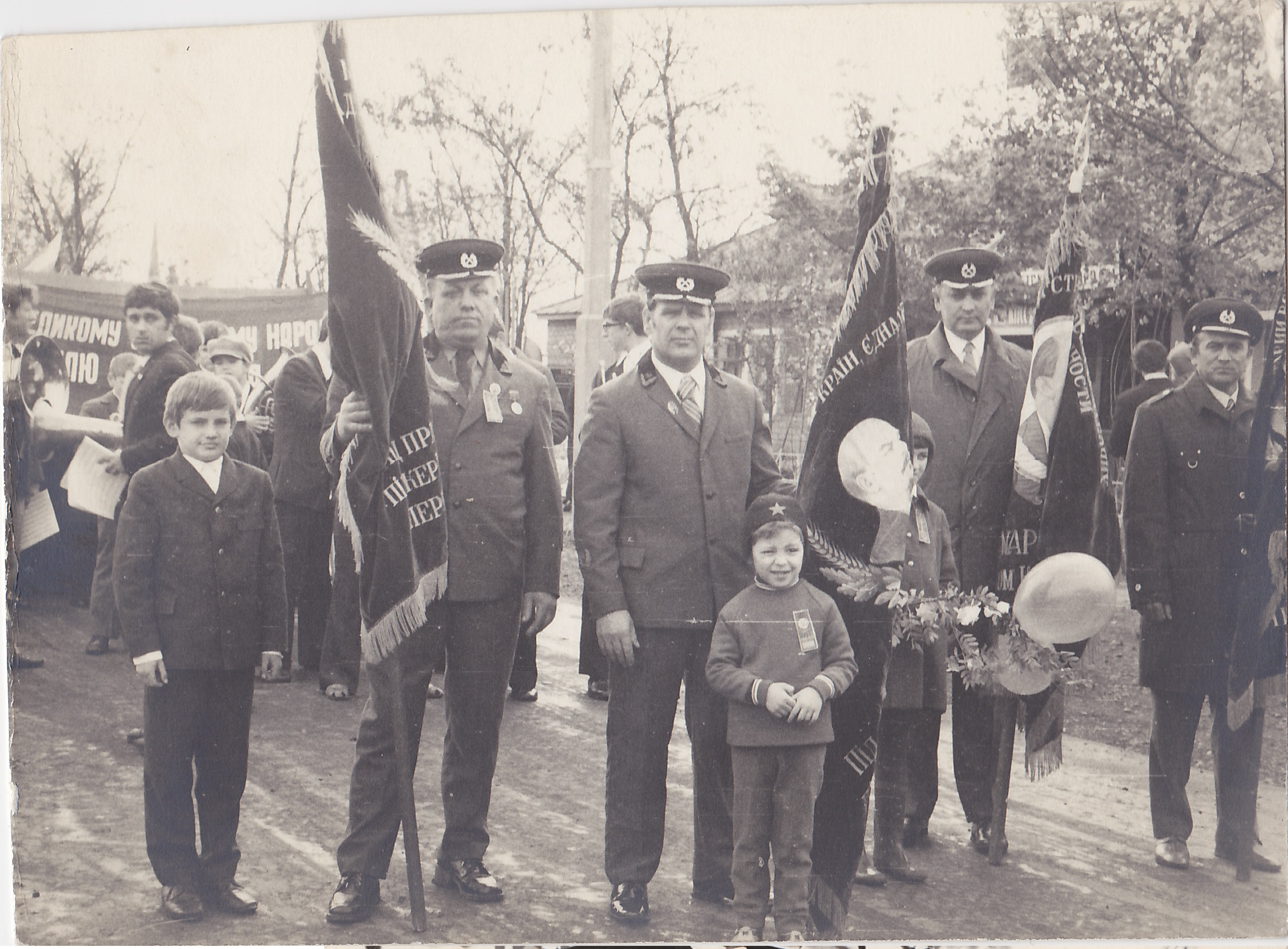
14
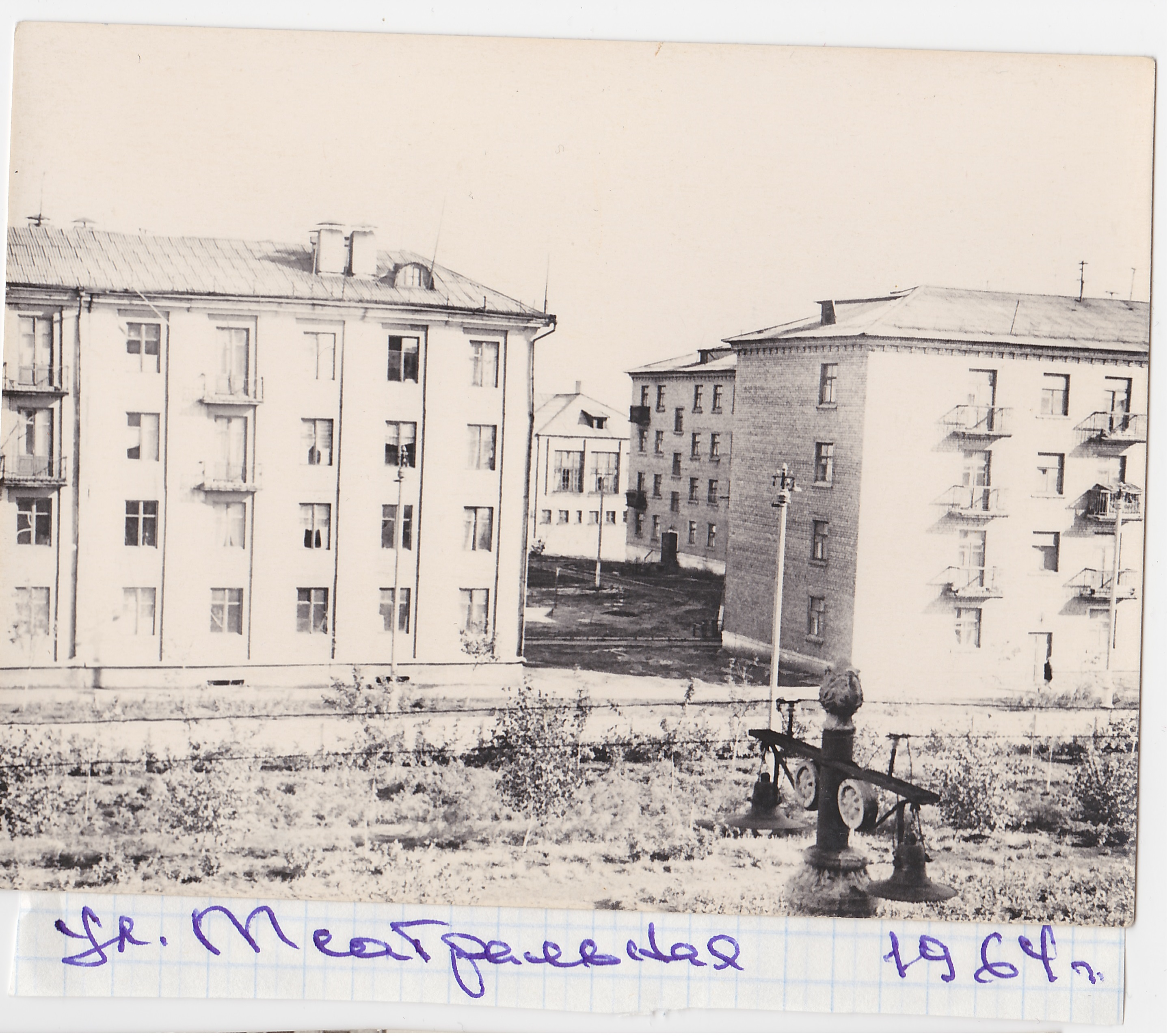
15
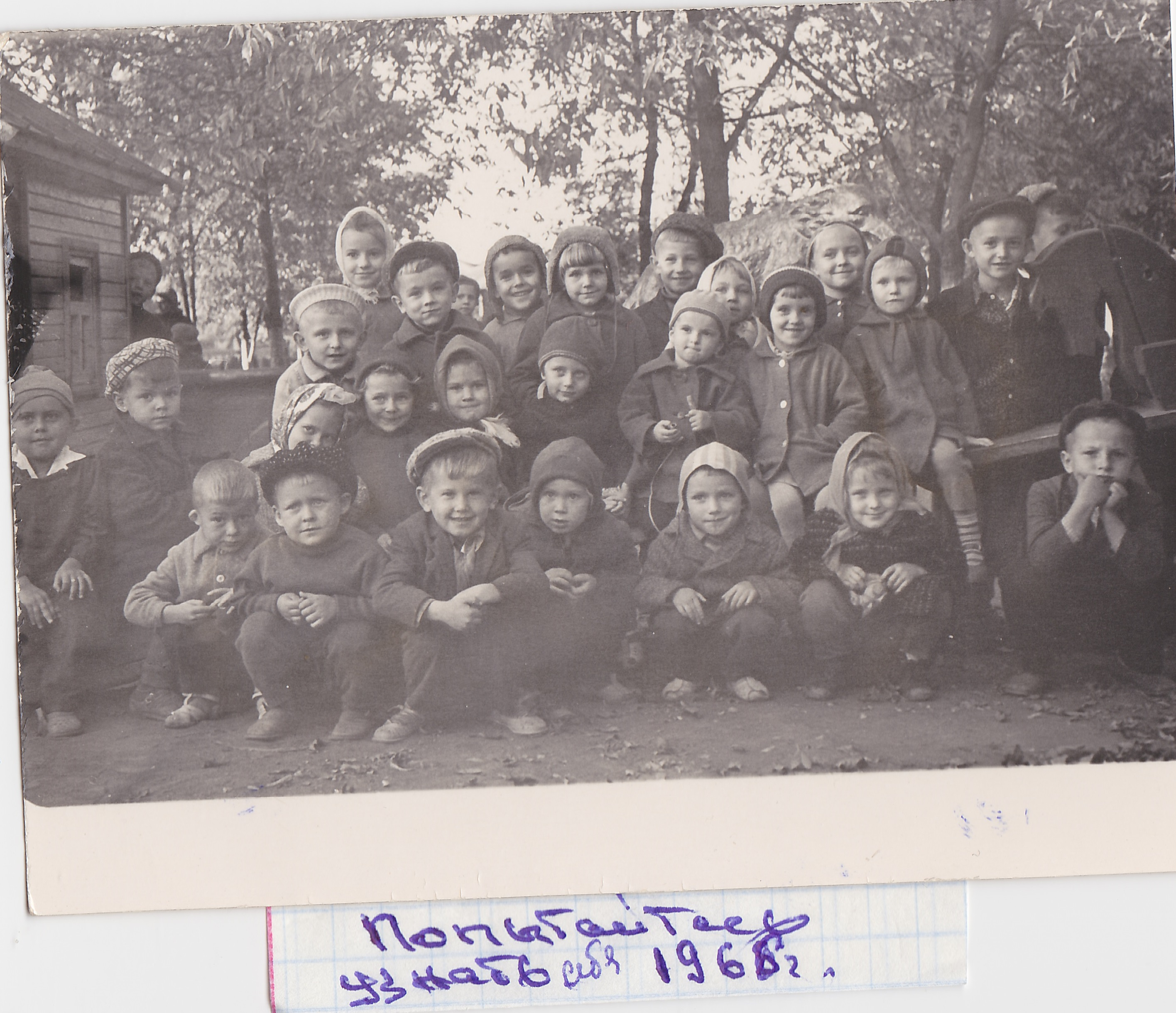
16
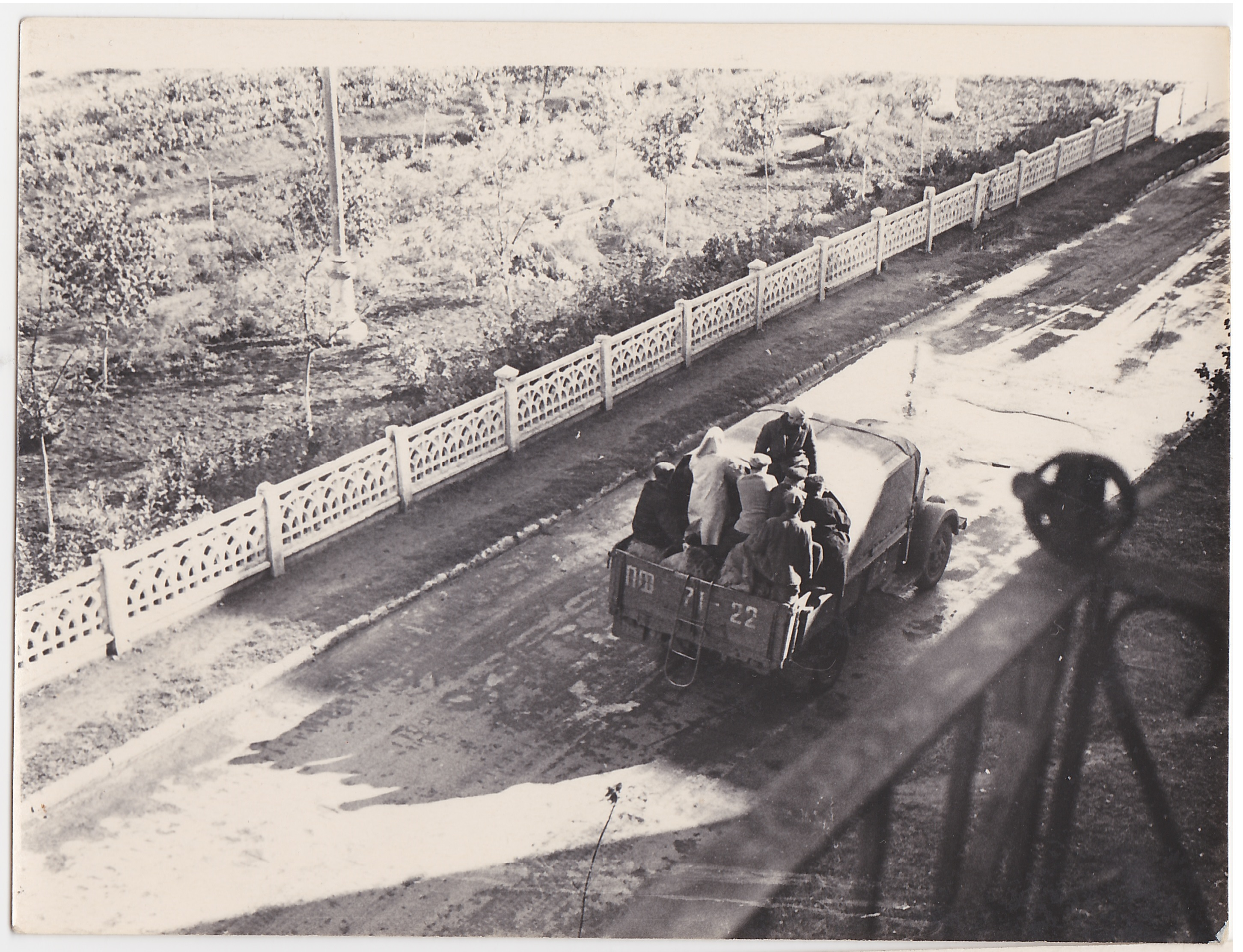
17
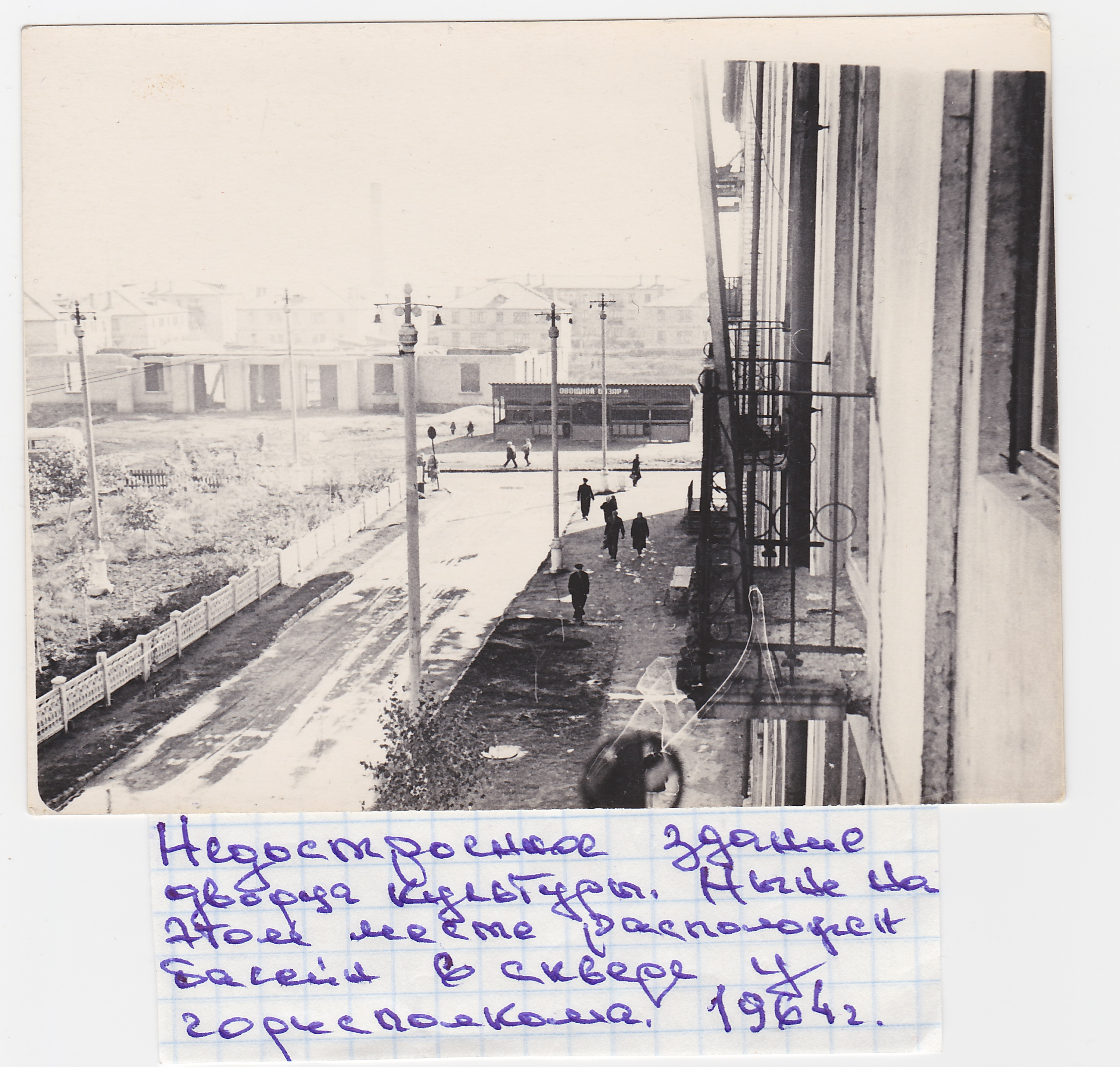
18
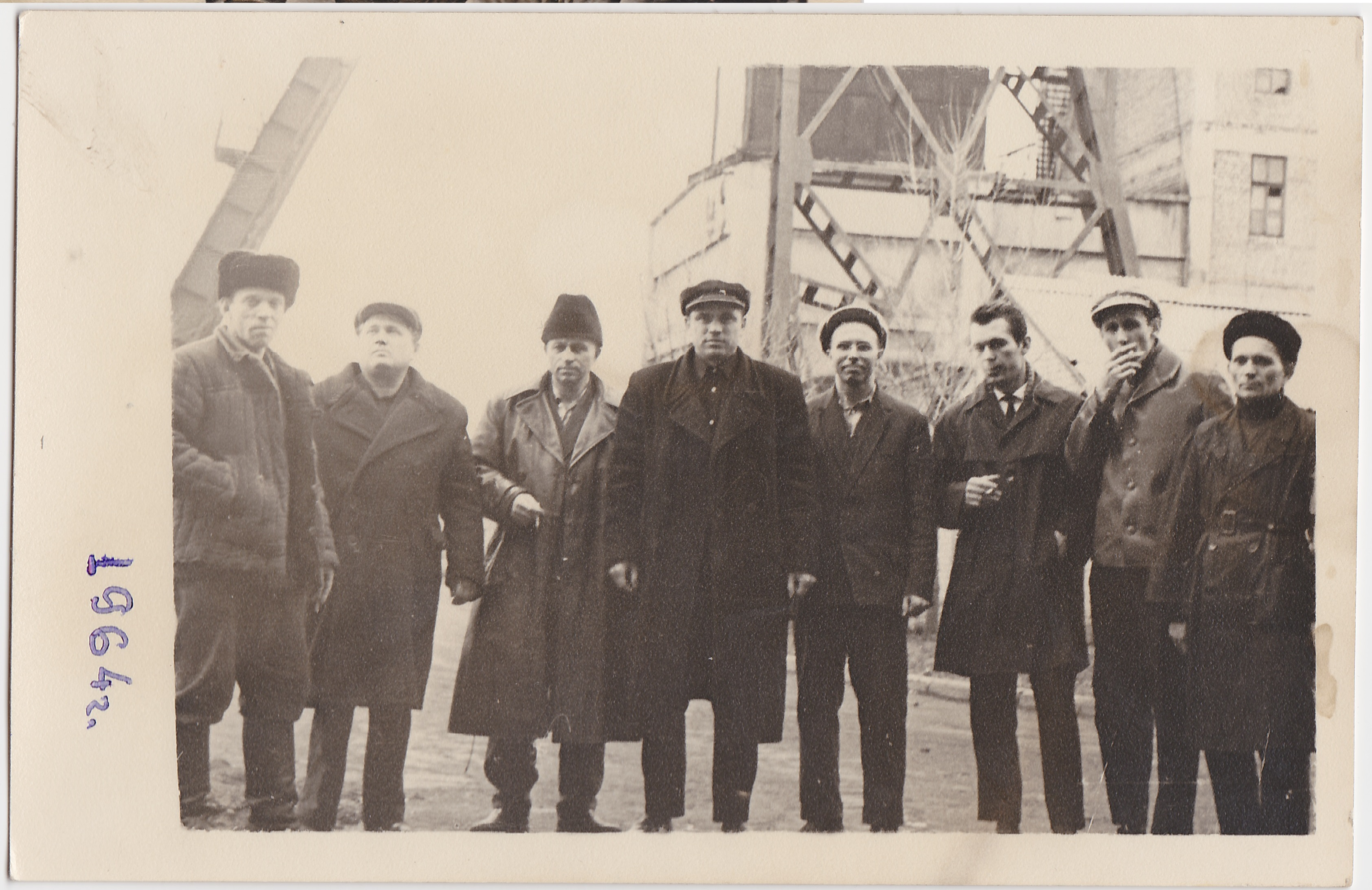
19
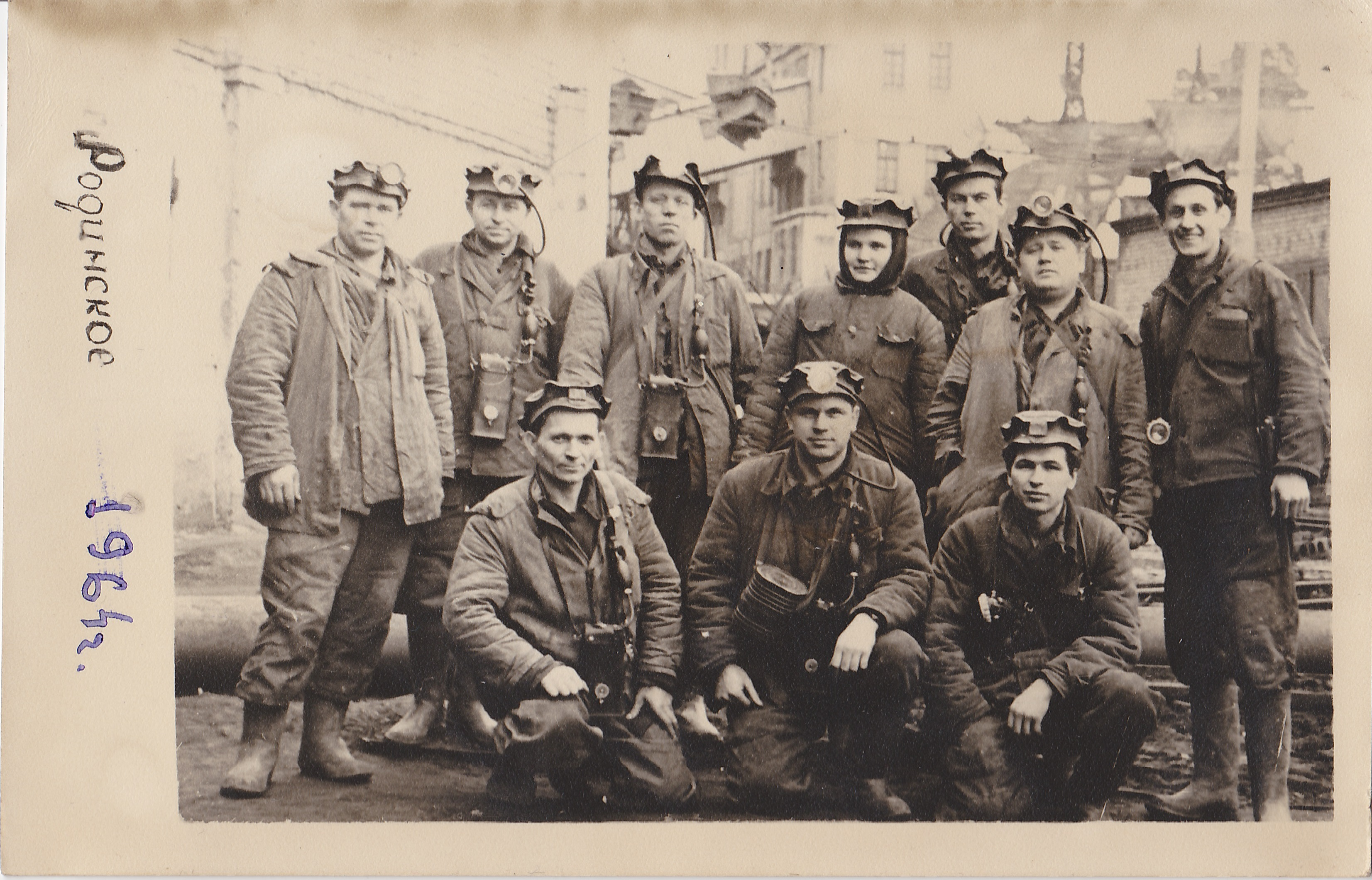
20
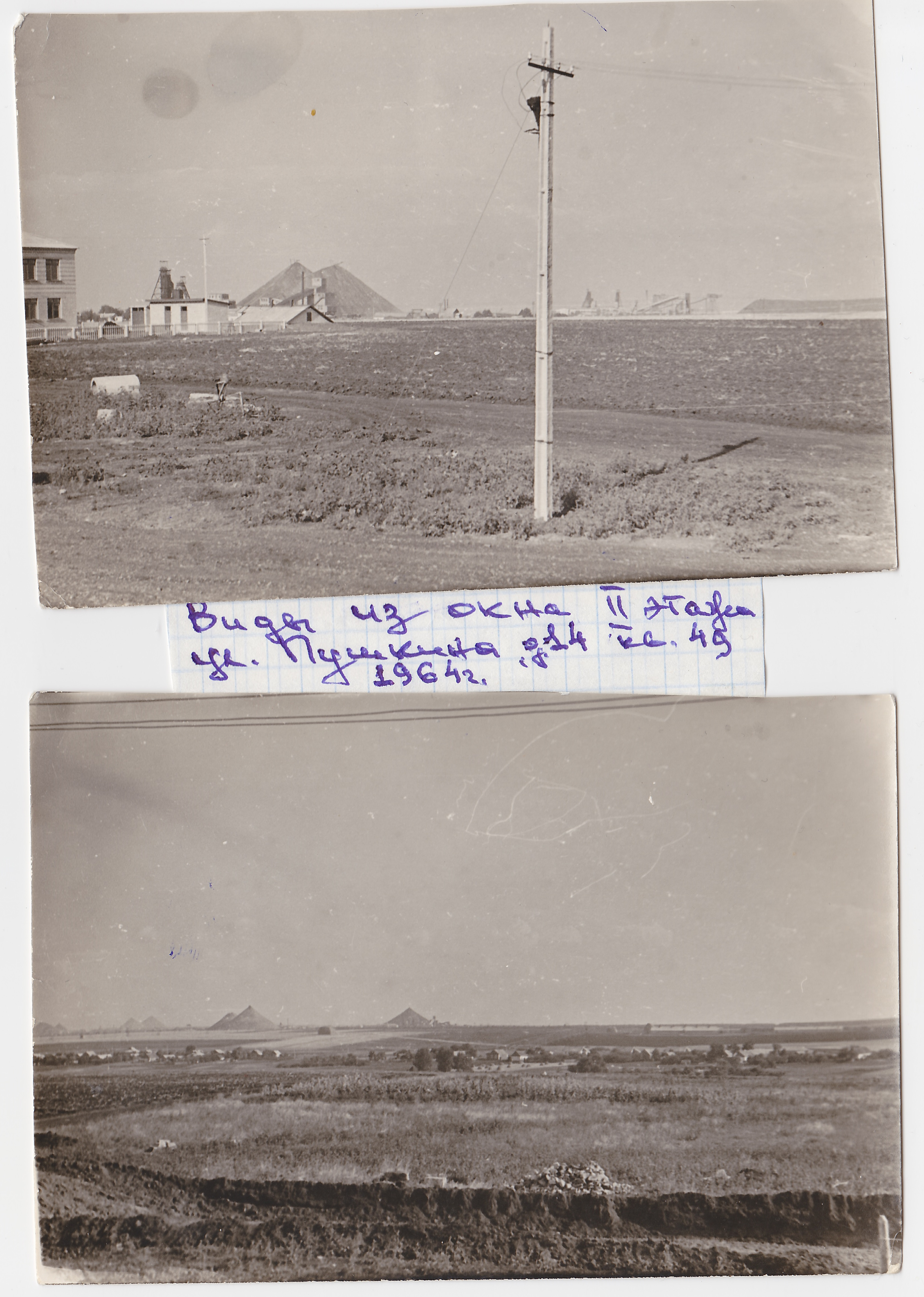
21
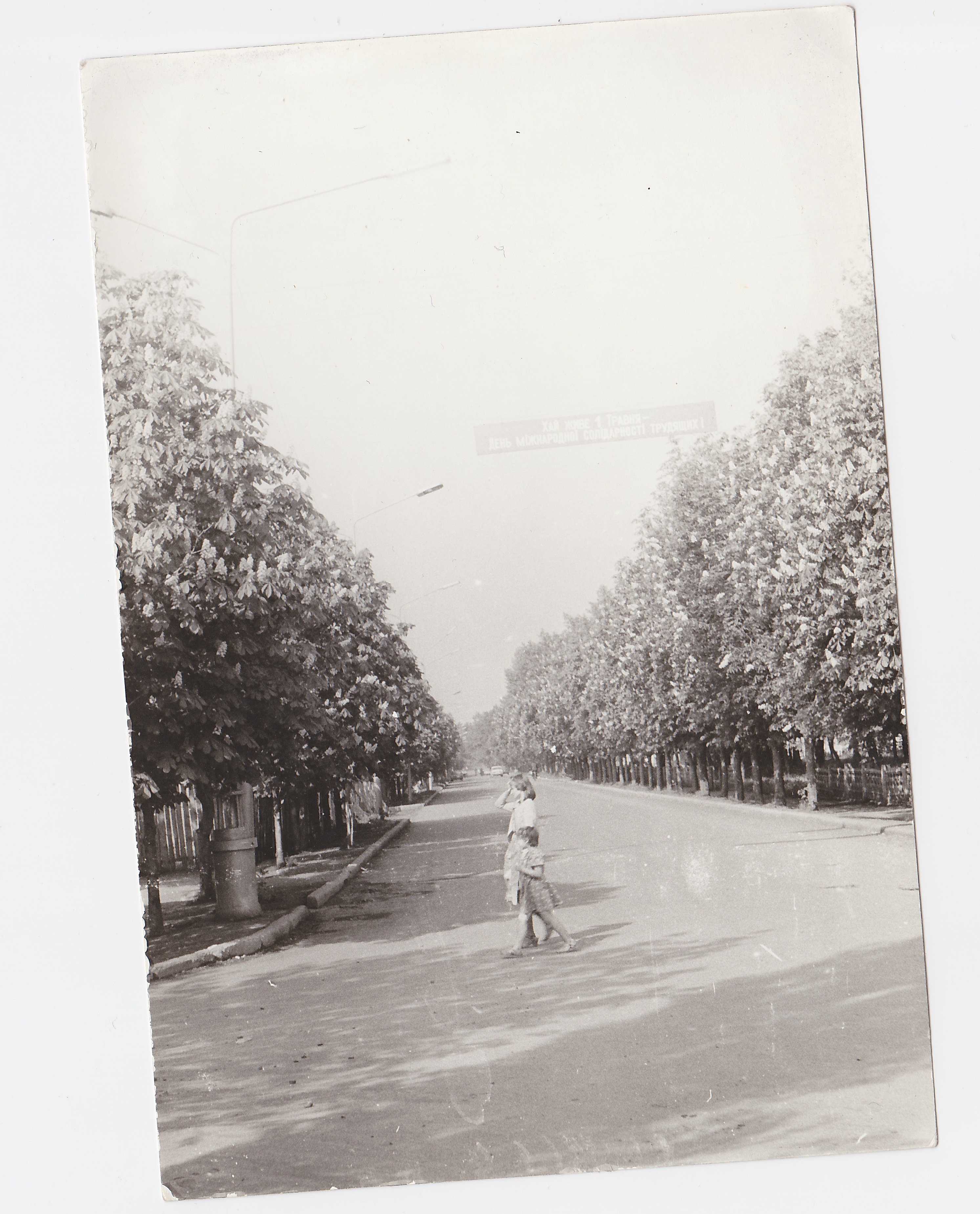
22
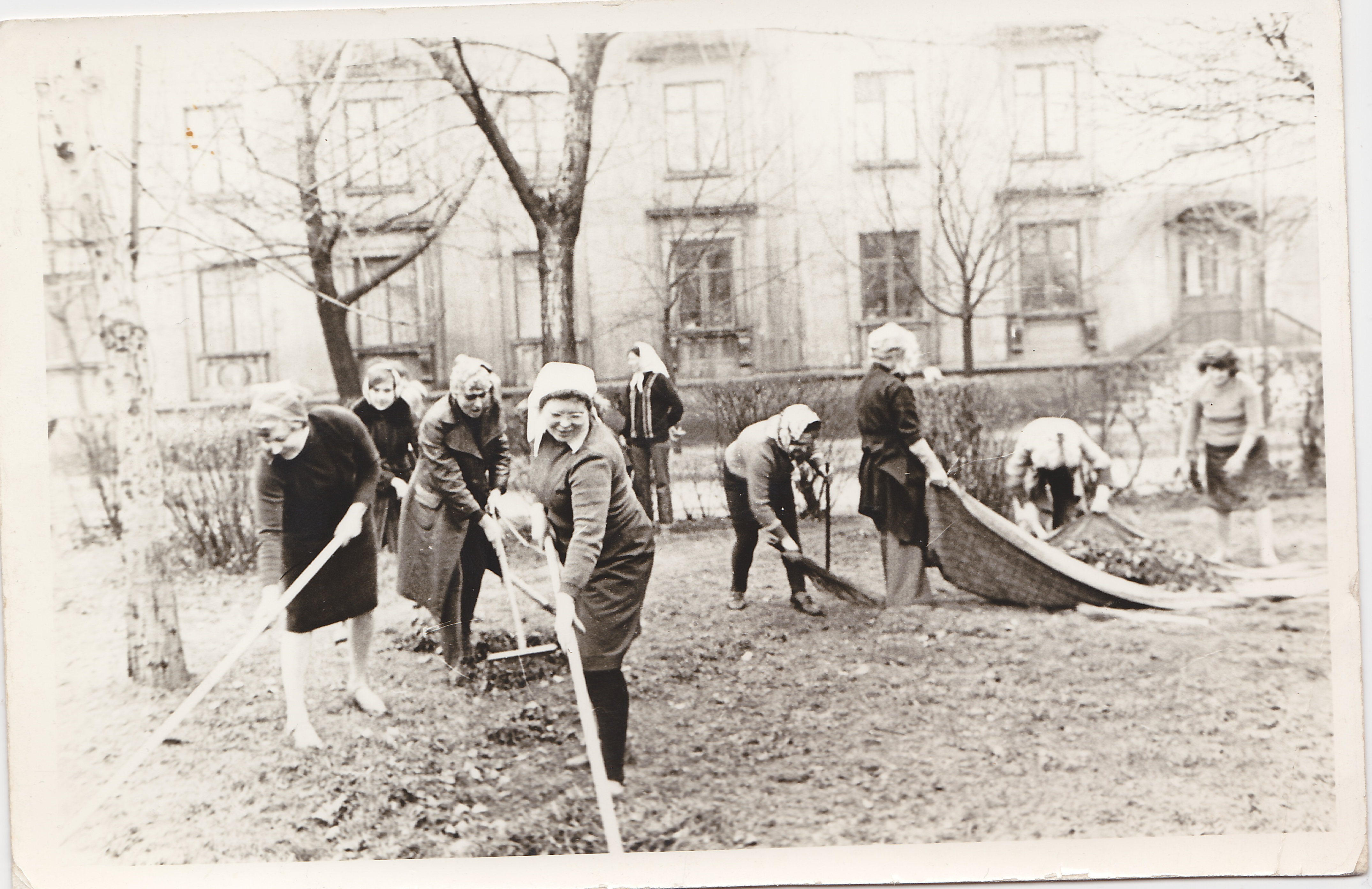
23
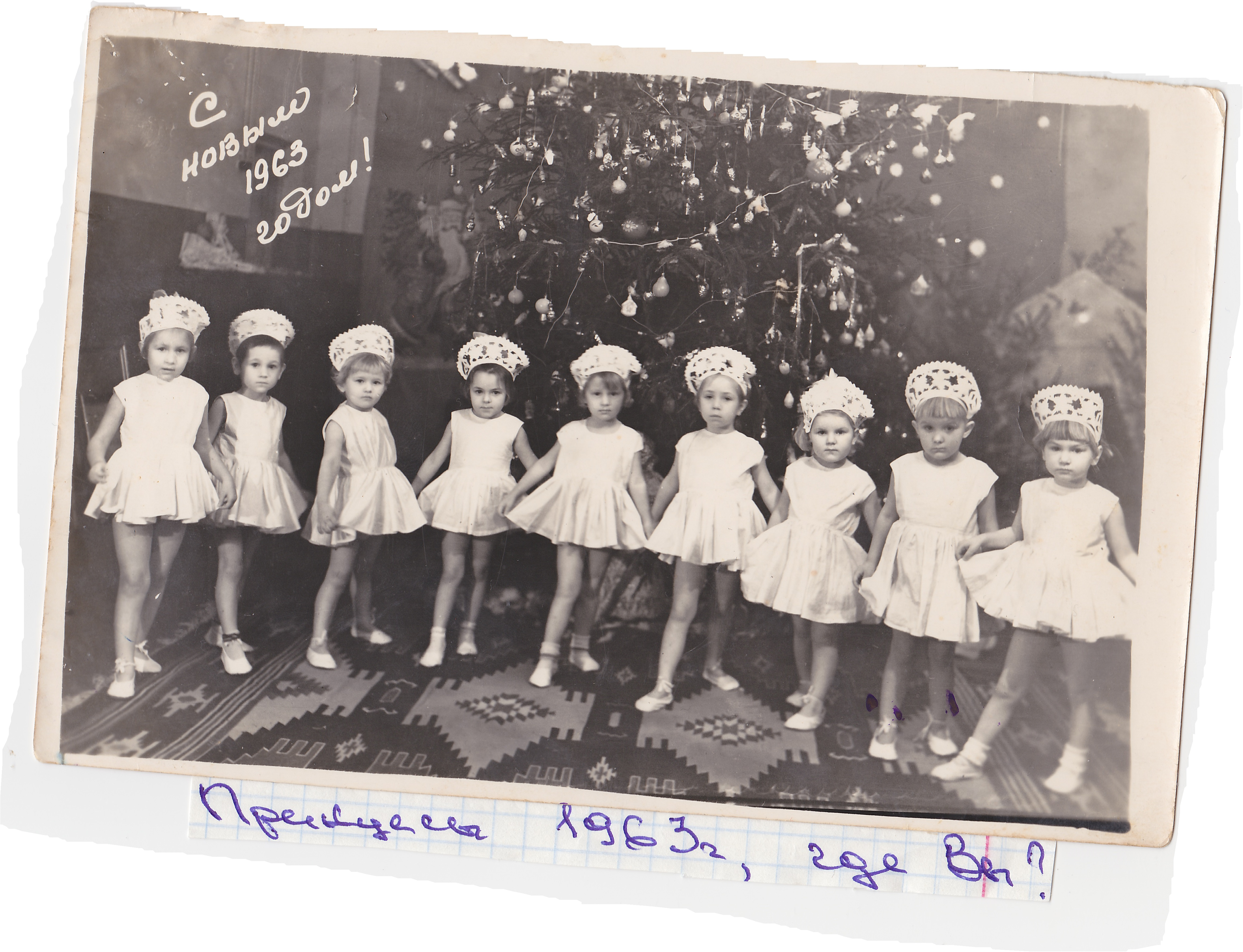
24
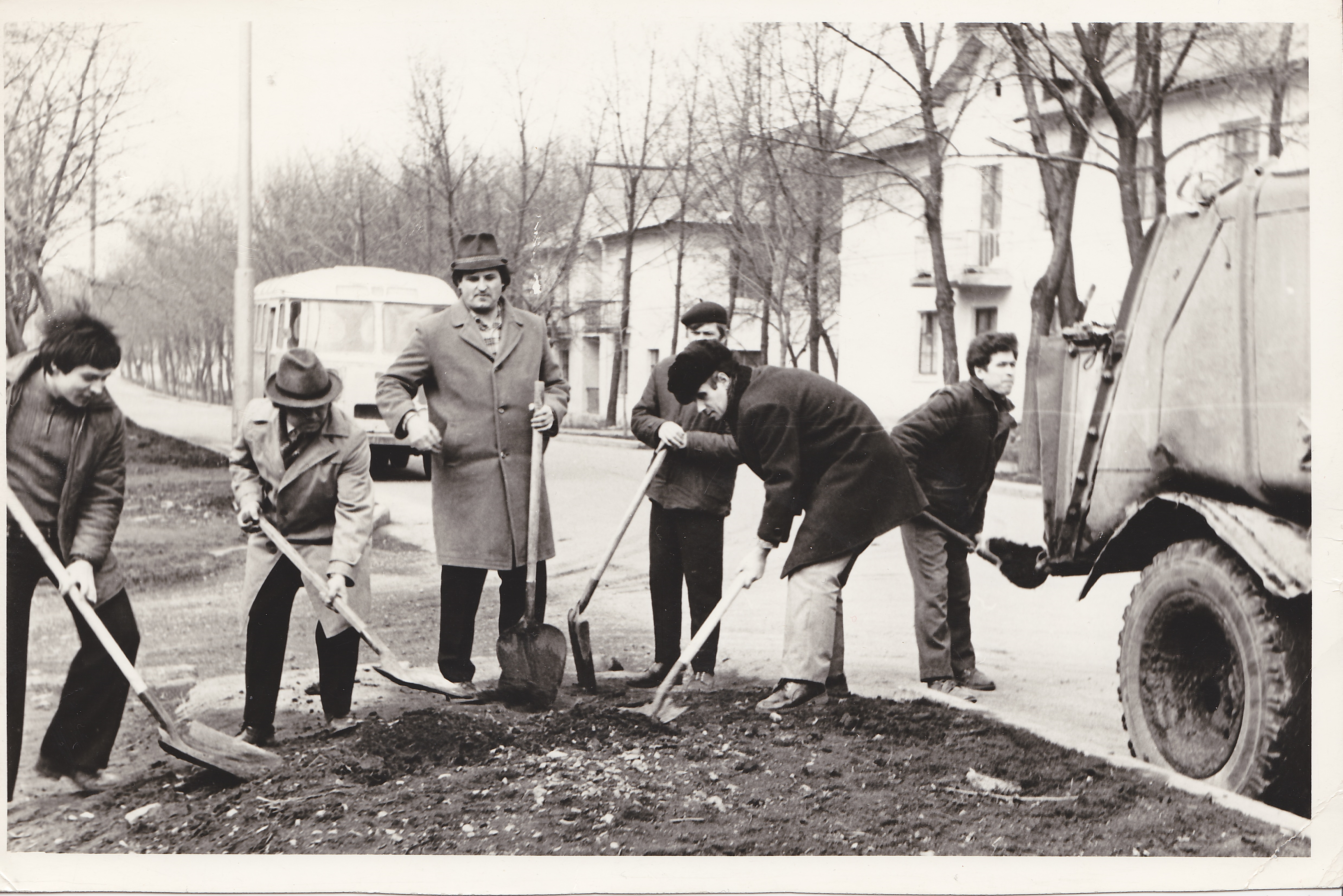
25

## Уродженці
- Малайчук Владислав Сергійович (1999—2022) — старший солдат окремого загону спеціального призначення НГУ «Азов» Національної гвардії України, учасник російсько-української війни, що загинув у ході російського вторгнення в Україну в 2022 році.
- Шрамко Костянтин Миколайович (1966—2016) — молодший сержант Збройних сил України учасник російсько-української війни[23]